# Борщевський Олександр Гаврилович
Олександр Гаврилович Борщевський (Барщевський) (нар. 1897, місто Тифліс, тепер Тбілісі, Грузія — розстріляний 10 червня 1938, Краснодарський край, тепер Російська Федерація) — радянський діяч, гірничий інженер-нафтовик, керуючий тресту «Майнафта» Краснодарського краю, член ЦВК СРСР. Член Центральної контрольної комісії ВКП(б) у 1930—1934 роках.

## Біографія
Народився в дворянській родині. Працював службовцем, був інженером-нафтовиком.
Член РСДРП(б) з 1916 року.
Учасник громадянської війни в Росії. З 6 по 26 вересня 1919 року — військовий комісар 9-ї стрілецької дивізії РСЧА.
З вересня 1920 року — слухач Академії Генерального штабу РСЧА.
У березні 1921 брав участь у придушенні Кронштадтського повстання. У 1921 році також ліквідовував Тамбовське селянське повстання.
У 1924—1928 роках — студент Московської гірничої академії, в роки навчання брав участь у роботі Сахалінської експедиції.
У 1928—1933 роках — завідувач відділу експлуатації, головний інженер Охинського нафтопромислу, заступник начальника тресту «Сахаліннафта».
У 1933—1934 роках — головний інженер Апшеронських нафтопромислів тресту «Майнафта».
У 1934 — 29 листопада 1937 року — керуючий тресту «Майнафта» міста Майкопу Краснодарського краю.
У листопаді 1937 року заарештований органами НКВС. Засуджений Воєнною колегією Верховного суду СРСР 10 червня 1938 року до страти, розстріляний того ж дня.
У 1956 році посмертно реабілітований.

## Нагороди
- орден Трудового Червоного Прапора (15.06.1935)
- два ордени Червоного Прапора (1920. 1921)